# Astaena splendens
Astaena splendens är en skalbaggsart som beskrevs av Frey 1973. Astaena splendens ingår i släktet Astaena och familjen Melolonthidae. Inga underarter finns listade.